# Rhopalimorpha
Rhopalimorpha (лат.) — род клопов из семейства древесных щитников. Австралия и Новая Зеландия.

## Описание
Длина тела около 1 см (от 4 до 11 мм). От близких родов отличается следующими признаками: мезостернальный киль развит слабо (номинативный подрод Rhopalimorpha), или тонкий, плоский и достаточно хорошо развит (подрод Lentimorpha); пронотум не наклонен; 2-й усиковый сегмент редко очень короткий, 1-й и 2-й сегменты вместе в 1,5 длиннее 3-го, который в 1,5 раз длиннее 2-го. Антенны 5-члениковые. Лапки состоят из двух сегментов. Щитик треугольный и достигает середины брюшка, голени без шипов.

## Классификация
В состав рода включают 4 вида.
Род был первоначально описан британским зоологом Уильямом Далласом (1824—1890) в 1851 году. Он был заново описан J. G. Pendergrast в 1952 году.

### ПодродLentimorpha
- Rhopalimorpha alpina[2] (Woodward, 1953) — Южный остров, Новая Зеландия. Локальное распространение на высоте более 1000 м над уровнем моря на некоторых горах Южного острова[12]

### ПодродRhopalimorpha
- Rhopalimorpha humeralis[2] (Walker, 1867) — Квинсленд, Австралия
- Rhopalimorpha obscura[2] (White, 1851) — Новая Зеландия и Chatham Islands
- Rhopalimorpha lineolaris[2] (Pendergrast, 1950[13]) — Новая Зеландия